# 王任遠
王任遠（1910年11月2日—1996年6月24日），河北清苑固上村人，出身軍旅，曾任中華民國司法行政部部長。

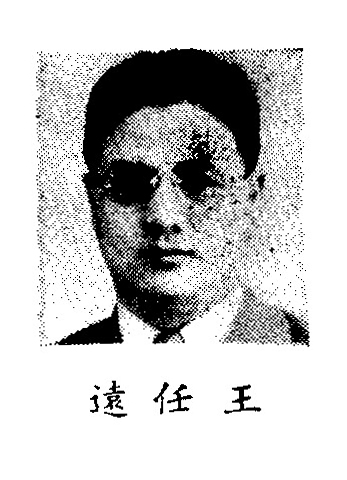
出席制憲國民大會代表時

## 生平[1][2]
1933年王任遠畢業於朝阳大学法律系，並加入中國國民黨。翌年前往日本明治大學深造，然遭逢九一八事變爆發，憤而返國。
中央訓練團黨政班三期、革命實踐研究院九期結業。抗戰八年，一直在平津地區從事敵後抗日活動。任華北黨政軍聯合辦事處秘書長（曾在王若僖被捕時，代理主任委員）。
1944年，參加完於重慶召開的第五次全國代表大會，返回途中，在山西運城被日軍所俘，遭酷刑亦不吐露情報，堅守民族氣節，國民政府於抗戰勝利後特頒勝利勳章。
日本投降後，陸續當三青團天津支團部幹事長、天津市黨部副主任委員、教育部平津輔導處主任。
1946年，成為制憲國民大會代表。1948年在天津市當選第一屆立法委員。
1950年，隨國民黨撤遷來台，奉派為對大陸工作同志的組織長，負責北方地區的敵後佈建事務。
1958年，擔任國家安全局在東京的督導長，亦復學攻讀明治大學政治學碩士學位。
1961年，受蔣中正挑選為國防研究院第二期學員，受訓後擔任中國國民黨中央黨部政策委員會副秘書長、秘書長，處理與立法院之溝通協調。
1970年，出任司法行政部部長，即今之法務部部長。任內大刀闊斧革新司法與獄政、遷建看守所遠離市區、創設外役監、興建綠島監獄、興辦監獄補習學校、建立專業法庭體制、成立家事法庭與少年法庭、設置煙毒勒戒所等，其他如推動民法刑法的修正、辦理兩次減刑。
1976年6月因內閣改組轉任總統府國策顧問，1978年5月起擔任中國國民黨中央組織工作會主任，同時是中國國民黨第十屆、第十一屆中央常務委員、中央評議委員。
1996年病逝，明令褒揚

## 家庭
外孫盧沛寧曾為歐巴馬時代的白宮秘書長、勞動部副部長。
| 前任： 查良鑑 | 中華民國司法行政部長 1970年—1975年 | 繼任： 汪道淵 |